# Ferdinand Gammersbach
Ferdinand Gammersbach (geboren 1794 in Steeg, Siegkreis; gestorben 14. Oktober 1870 in Rheinbach) war 1818/1819 preußischer Landrat des Kreises Rheinbach.

## Leben
Der Katholik Ferdinand Gammersbach war der Sohn eines Notars. Bis Januar 1818 als Büroleiter der Präfektur Düsseldorf tätig, war er in der Folge Kreissekretär in Rheinbach und trat ca. 1864 außer Dienst. Während seiner Rheinbacher Dienstzeit war er in der Nachfolge von Joseph Jordans von Juli 1818 bis Juni 1819 auftragsweise mit der Verwaltung des Kreises beauftragt.